# Laß die Finger von der Puppe
Laß die Finger von der Puppe (Originaltitel: Per un pugno di canzoni) ist eine musikalische Westernkomödie  von José Luis Merino aus dem Jahr 1966.

## Handlung
In der nordamerikanischen Stadt Little Europe findet ein Musikwettstreit statt, der im Fernsehen übertragen wird. Als die verschiedenen dort lebenden Nationalitäten – Italiener, Spanier, Franzosen und Deutsche – versuchen, den Wettbewerb zu beeinflussen, muss der Sheriff eingreifen. Als die Rechtsanwältin Betty zu spät zum Wettbewerb eintrifft, weil sie von den Männern eines Schallplattenmagnaten, der den Wettbewerb ebenfalls beeinflussen möchte, aufgehalten wurde, wird der Sheriff erneut aktiv und verbannt kurzerhand beide aus der Stadt. Dank Häuptling Großer Adler verlaufen alle Konfrontationen unblutig; er selbst zieht sich mit Betty in die Prärie zurück.

## Hintergrund
Im Film, der auch als Europa canta gezeigt wurde, treten neben den Schauspielern zahlreiche Schlagersänger und Beatgruppen auf. Je nach Produktionsland wurden dabei andere Nummern eingeschnitten. So hatte in der deutschen Fassung Mary Roos einen ihrer ersten internationalen Auftritte.
Die Interpreten der deutschen Version in der Reihenfolge ihres Auftretens:
- Mary Roos („Junge Liebe“), Françoise Hardy („Parla mi di te“), Wilma Goich („In un fiore“), Ornella Vanoni („Abbracciami forte“), unbekannt, Tony del Monaco („Se la vita è così“), Twist-Can-Can-Girls, Nini Rosso („Il silenzio“), Kings („Fai quello che vuoi“), Fred Bertelmann („Wenn ich dich anseh“), I Pelati, Beatles di Cadiz, I Snobs („Sha la la la la“), The Honeybeats („A-a-a-dici“), Domenico Modugno („Tu sì 'na cosa grande“), Equipe 84 („Io ho in mente te“), Marcellos Ferial („Johnny Brown“), unbekannt.

Für diese Fassung waren auch Franz-Otto Krüger und Sigrid Werner am Buch beteiligt.
In der italienischen Version werden auch Tony Cucchiara, Adriano Celentano („Ringo“) und die Yardbirds („For Your Love“) genannt, die zumindest in der deutschen Fassung nicht zu sehen sind.

## Kritik
„Ein witzlos geratener Versuch, Geschäftspraktiken der Unterhaltungsbranche und eine Wildwest-Geschichte zu parodieren.“

„Von einigen sehenswerten Einfällen abgesehen, gibt dieser Rummel um das europäische Schlager-Festival nur mittelmäßige Unterhaltung. Allenfalls schlagerbegeisterte Teenager kommen auf ihre Kosten.“